# T-Home
T-Home es en la comercialización de los productos utilizados nombre de marca de T-Com unidad de negocio de Deutsche Telekom AG (DTAG), en la que las actividades de la DTAG en el ámbito de cable terrestre de comunicaciones son agrupados juntos en el segmento operacional "de banda ancha / fija" incluir la DTAG ¿Cuál de Timothy Höttges mantenerse. Los otros segmentos operativos de la Deutsche Telekom son "Mobile Europa", "Mobile EE.UU. (T-Mobile) y el" negocio "(T-Systems). T-Com no es una empresa jurídicamente independiente.

## La Marca
Originalmente, Deutsche Telekom comercializará bajo la marca T-Home a partir de 2006, una variante de su conexión a Internet de banda ancha DSL, con un adicional de programas de televisión en su totalidad la resolución en su ordenador o la televisión podría, y por lo tanto la transmisión como en el cuarto competidor a los tres clásico de recepción terrestre, por cable y por satélite debería producirse. 
En mayo de 2007 cambiado fundamentalmente: Dado que todos los festnetzbezogenen de servicios de telecomunicaciones (telefonía fija, Internet, DSL, Internet TV) bajo la marca T-Home resumió la anterior marca T-Com en Alemania se abandonó, pero en muchos otros países (Croacia, Montenegro , Eslovaquia) a utilizar el día de hoy. Sólo en Macedonia desde finales de 2008 y en Hungría hay también en T-Home convertir.
T-Home fue elegido como un nombre para que sea más clara en contraste con el T-Mobile combina los servicios móviles (celulares, Wi-Lan) ponerse en contacto con él.
T-Com sólo hace unos pocos años la marca original de T-Net separado, pero a partir de la fecha de la primera de telecomunicación CEO Ron Sommer vino. Esto tiene - además de los dos directores provisionales Helmut Ricke y Helmut Sihler - hasta la fecha todos los presidente de Deutsche Telekom de la red fija de negocios se denominará.
- Datos: Q561508